# Pieter Sohl
Pieter Michael Sohl (* 5. Februar 1933 in Mannheim; † 16. Dezember 2018 in Heidelberg) war ein deutscher Bildhauer und Maler.

## Leben
Pieter Sohn war das älteste von fünf Kindern des Bühnenbildners und Malers Will Sohl und dessen Ehefrau Ruth, geborene von Davans. Nach der Schulausbildung in Heidelberg studierte er von 1952 bis 1954 an der Kunstakademie Düsseldorf. Dort waren Ewald Mataré, Bruno Goller und Zoltan Székessy seine wichtigsten Lehrer, außerdem Walter von Wecus, dessen Bühnenkunst-Lehrgang er besuchte.

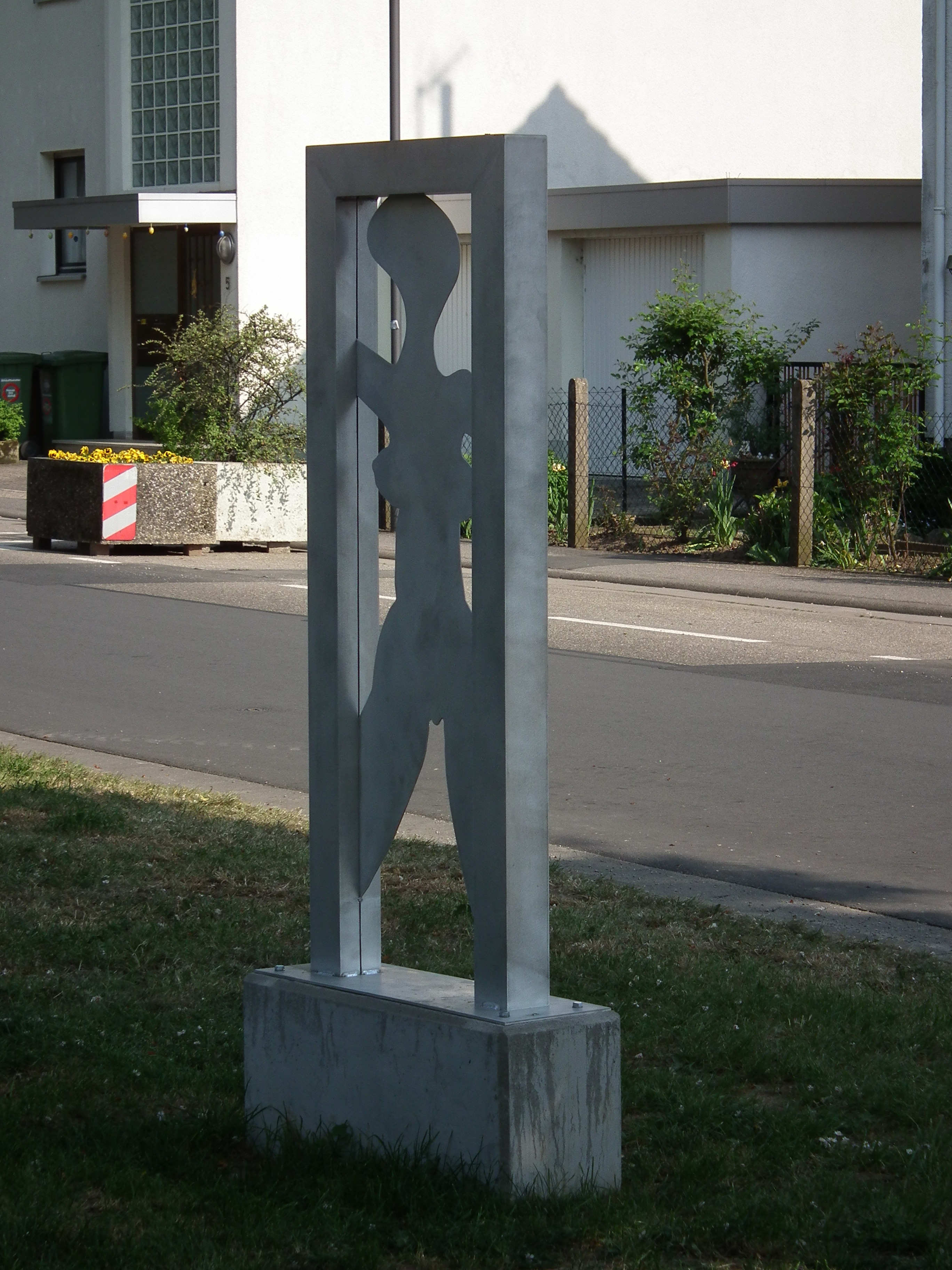
Figur aus der Serie Damen im Rahmen (2010), Eppelheim

Befreundet war Sohl mit dem US-amerikanischen Autor Charles Haldeman, der 1950 als Gast der Familie Sohl aufgenommen worden war und später in Heidelberg studierte. Prägende Erlebnisse waren 1952 ein Aufenthalt bei dem griechischen Bildhauer Christos Kapralos in Athen sowie in den Jahren 1954 bis 1956 ein längerer Aufenthalt in Paris und Reisen nach Kamerun und Belgisch-Kongo, wo er Arbeiten dortiger Elfenbein- und Maskenschnitzer kennenlernte. Ein Stipendium des Kulturkreises im Bundesverband der Deutschen Industrie ermöglichte ihm 1962 einen Studienaufenthalt auf Kreta. In den Jahren 1964/1965 unternahm er eine Reise in die Vereinigten Staaten. Dort hatte er Begegnungen mit den Künstlern Andy Warhol in dessen Loft in New York und Syl Labrot, mit dem er in dessen Atelier in Connecticut zusammenarbeitete. Außerdem lehrte er als Kunsterzieher in der privaten Windward School für begabte medikamentenabhängige Kinder in Scarsdale. Von 1966 bis 1968 lebte er Skandinavien. Dort arbeitete Sohl im Design für Silbergerät und Emaillearbeiten, unter anderem für die Firma Georg Jensen, die führende Silberschmiede Dänemarks. In Kopenhagen lernte er seine Frau Birgit (* 1952) kennen, die er 1970 heiratete.
1968 ließ er sich dauerhaft in Heidelberg nieder und arbeitete als freischaffender Maler und Bildhauer. Ab 1979 lebte er im Heidelberger Kohlhof. 
Als Bildhauer schuf Sohl vor allem Arbeiten in Stein, Holz, Beton und Bronze, darunter viele Aufträge für Kunst am Bau, unter anderem große Glasfenster, 1966 etwa eine farbige Fensterwand für die Kapelle des Pathologischen Instituts der Ruprecht-Karls-Universität Heidelberg. Daneben betrieb er Malerei mit Aquarell-, Öl- und Acrylfarben. Angeregt durch die Schwester Sibylle, die Balletttänzerin war, entwickelte Sohl auch eine starke Beziehung zum Ballett.
1999 wurde er mit dem Willibald-Kramm-Preis der Stadt Heidelberg ausgezeichnet.